# Королівський шпиталь (телесеріал)
Королівський госпіталь (англ. Kingdom Hospital, іноді англ. Stephen King's Kingdom Hospital) — тринадцятисерійний телесеріал (мінісеріал), написаний  Стівеном Кінгом, заснований на міні-серіалі «Королівство» Ларса фон Трієра і випущений на телеканалі American Broadcasting Company 2004 року.

## Сюжет
У світі тисячі лікарень, але жодна з них навіть віддалено не схожа на моторошний Королівський госпіталь. Колись на його місці під час громадянської війни в Америці була фабрика з пошиття військового обмундирування, в якій під час страшної пожежі загинули діти. Та ж доля спіткала вибудувану на її руїнах лікарню, де божевільний доктор катував своїх пацієнтів.
Нині тут стоїть сучасний медичний заклад, але, схоже, до злощаснолю госпіталю перейшла погана спадковість попередників. Страхітливі події та паранормальні феномени тримають його персонал в постійному жаху.
Лікарі, медсестри та пацієнти опиняються в епіцентрі битви могутніх потойбічних сил, чию рівновагу, самі того не відаючи, вони весь час порушують. Що призводить до непередбачуваних наслідків!

## У ролях
- Брендон Бауер — Абель
- Брюс Девісон — Доктор Стегман
- Джек Коулмен — Пітер Рікман
- Дайан Ледд — Саллі
- Ендрю МакКарті — Хук, доктор
- Дженніфер Каннінгхем — Кріста
- Джеймі Харролд — Елмер Трафф, доктор
- Джуліан Річінгс — Отто
- Лена Георгас
- Сьюки Кейзер
- Шеррі Міллер
- Справ Пентек
- Ед Беглі (молодший) — Джессі Джеймс, доктор
- Джодель Ферланд — Мері Дженсен
- Еллісон Хоссак — Крістін Драпер, доктор
- Кетті Тертон
- Вільям Уайз — Луїс Трафф, доктор
- Беверлі Елліотт
- Тай Олссон
- Бенджамін Ретнер
- Джанет Райт — Ліз Хайнтон
- Зак Сантьяго
- Алан Скарф — Генрі Хавенс
- Рон Селмур
- Жерар Планкетт — Річард, доктор
- Джим Шілд — Рольф Педерсон
- Пенелопа Коррін — Джулія
- Ентоні Холленд — Ленні
- Тіг Раньян
- Клодетт Мінк
- Пітер Сінкода
- Крістофер Хейєрдал
- Майкл Лернер — Шелдон
- Райан Роббінс — Дейв
- Емілі Теннант — Мона
- Майкл Адамуейт
- Лорена Гейл
- Кетрін Кіркпатрік
- Пітер Нью
- Коллем Кіт Ренні
- Кетрін Уитт
- Алекс Захара
- Ленора Занн
- Річард Земан
- Іван Чермак
- Майкл Дейнджерфілд
- Бред Драйборо
- Дункан Мінетті — репортер
- Девід Куінлен
- Гарі Сехон
- Джеррі Ректор
- Чарлз Мартін Сміт
- Миген Фей — Бренда Абелсон, доктор
- Джиммі Херман
- Ребекка Дженкінс — Рене Клінгерман
- Пітер МакНілл
- Христина Уіллес
- Клодін Родні
- Чанг Тсенг — Джеккі Глісон
- Вільям Б. Девіс
- Джон Кассіні
- Пітер Уінгфілд
- Дік Смотерз
- Уейн Ньютон — Джек Хандельман
- Ніл Віпонд
- Річард Фіцпатрік
- Ерік Кінлейсайд
- Еванджелін Ліллі — епізод (немає в титрах)

## Список епізодів
1. Потойбічний світ
2. Королівство смерті
3. Прощальний поцілунок
4. Західна сторона півночі
5. Королівство Гука
6. Молоді і без голови
7. Чорний шум
8. Безсердечний
9. Тюхтій
10. Пристрасті преподобного Джиммі
11. День захоплення
12. Shoulda' Stood in Bed
13. Фінал